# Rudolf Doubek
Rudolf Doubek (ur. w 1943) – czechosłowacki skoczek narciarski, uczestnik Mistrzostw Świata w Narciarstwie Klasycznym 1962 oraz Turnieju Czterech Skoczni, występujący na międzynarodowej arenie w latach 60. i 70. XX wieku.
W konkursie skoków na MŚ w 1962 roku Rudolf Doubek zajął 20. miejsce. Startował także w zawodach Turnieju Czterech Skoczni, organizowanych przez Międzynarodową Federację Narciarską. Trzykrotnie plasował się w pierwszej dwudziestce konkursów: 4 stycznia 1970 w Innsbrucku był 18., 1 stycznia 1971 w Garmisch-Partenkirchen – 19., a 6 stycznia 1971 w Bischofshofen – 17.

## Osiągnięcia

### Mistrzostwa świata
| Mistrzostwa    | Data           | Skocznia | Konkurs | Skok 1    | Skok 1 | Skok 2    | Skok 2 | Skok 3    | Skok 3 | Nota łączna | Miejsce | Strata | Zwycięzca    | Źródło |
| Mistrzostwa    | Data           | Skocznia | Konkurs | Odległość | Nota   | Odległość | Nota   | Odległość | Nota   | Nota łączna | Miejsce | Strata | Zwycięzca    | Źródło |
| -------------- | -------------- | -------- | ------- | --------- | ------ | --------- | ------ | --------- | ------ | ----------- | ------- | ------ | ------------ | ------ |
| 1962, Zakopane | 21 lutego 1962 | K-60     | ind.    | 64,5      | 101,5  | 64,5      | 98,9   | 59,0      | 83,1   | 200,4       | 20.     | 23,2   | Toralf Engan | [ 2 ]  |